# Bouée de débarquement
La bouée de débarquement est un accessoire de sécurité équipant les militaires lors des opérations amphibies afin de les protéger, autant que possible, du risque de noyade.

## Antiquité
Des récits antiques relatent que des combattants ont utilisé des outres gonflées pour traverser des cours d'eau.

## Moyen Âge

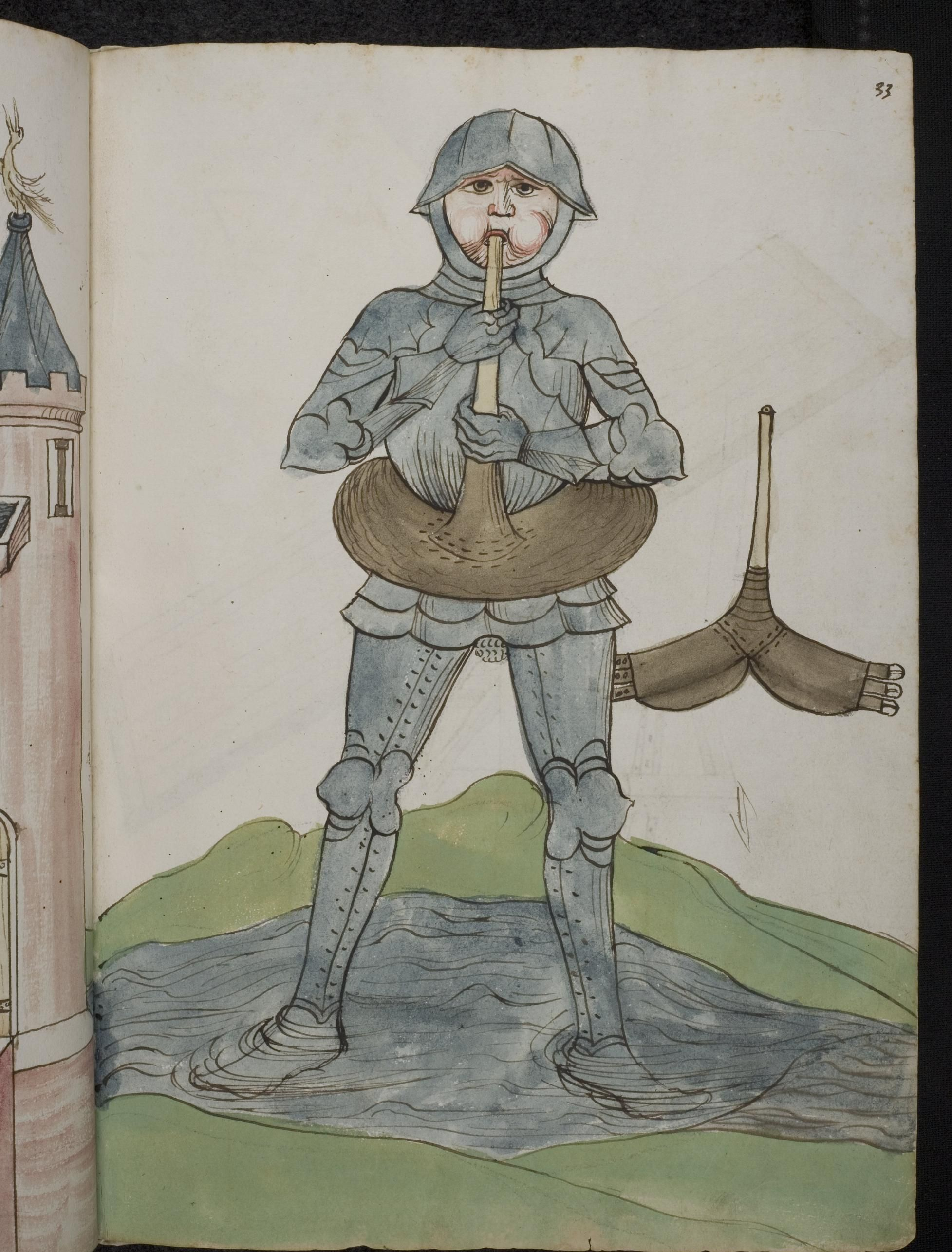

Divers systèmes semblent avoir été étudiés.

## Seconde Guerre mondiale
Lors des opérations de débarquement, les militaires américains étaient équipés d'une bouée. Elle consistait en deux « boudins » indépendants accolés. Chaque boudin pouvait se gonfler soit à la bouche soit grâce à une capsule de gaz comprimé placée à son extrémité. La bouée devait se porter sous les aisselles.
Les aviateurs portaient une espèce de gilet qu'ils avaient surnommé « Mae West » d'après l'actrice à la poitrine généreuse. L'appellation Mae West fut rapidement utilisée également pour les bouées de débarquement.

## Notes et références

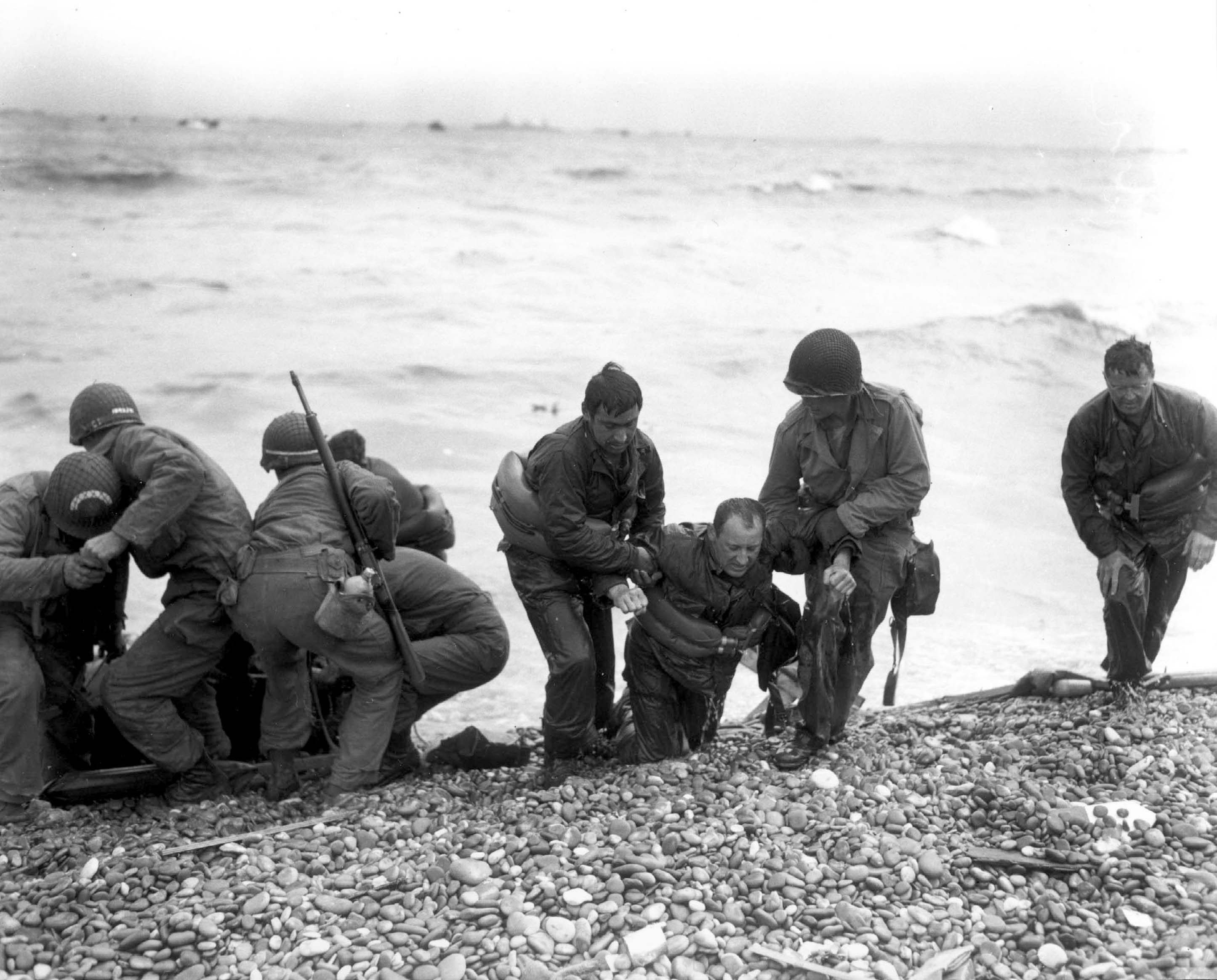
bouée USN1944

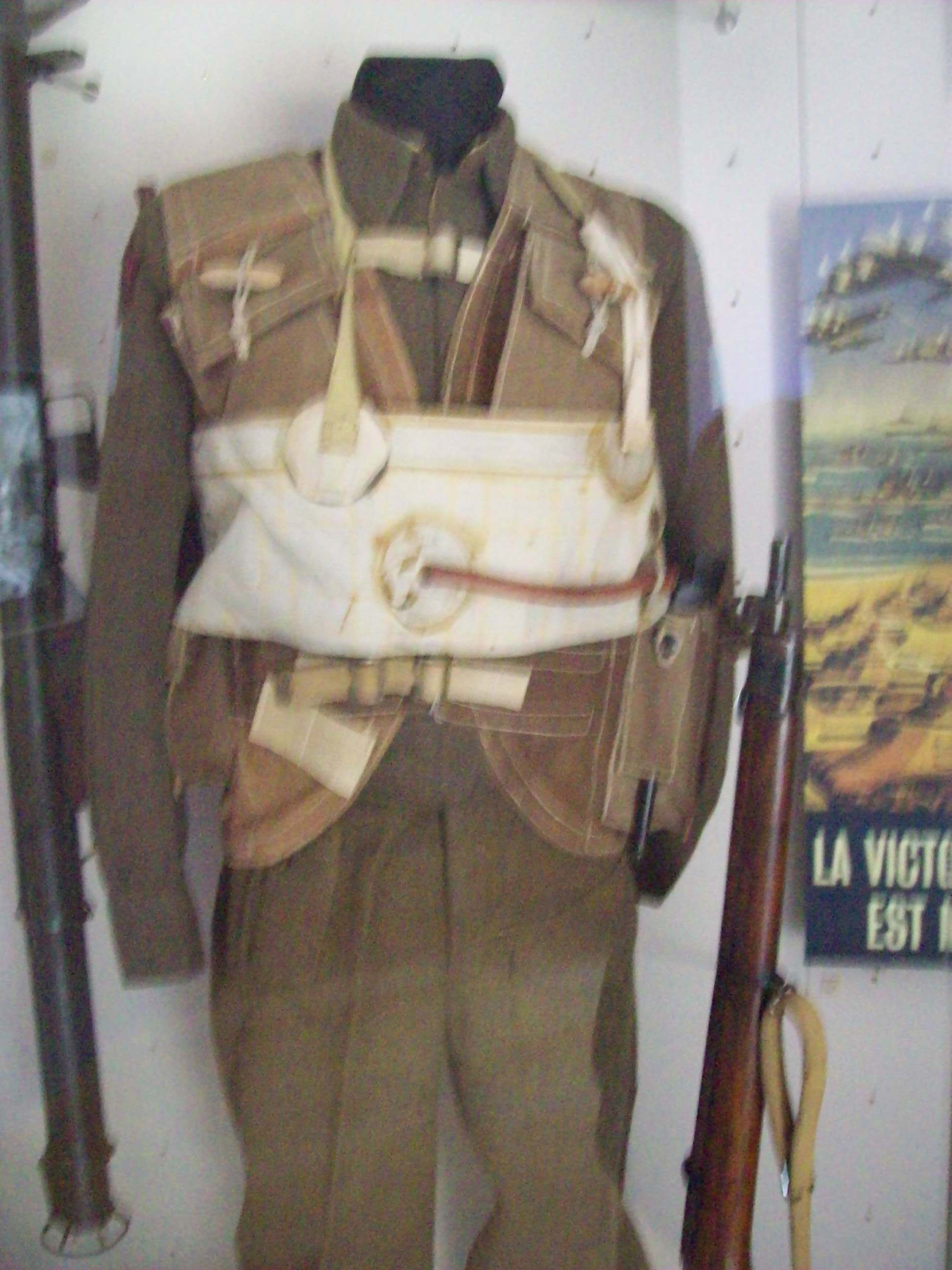
Bouée utilisée par les Britanniques et les Canadiens en Normandie. Photo prise au MRA Bruxelles

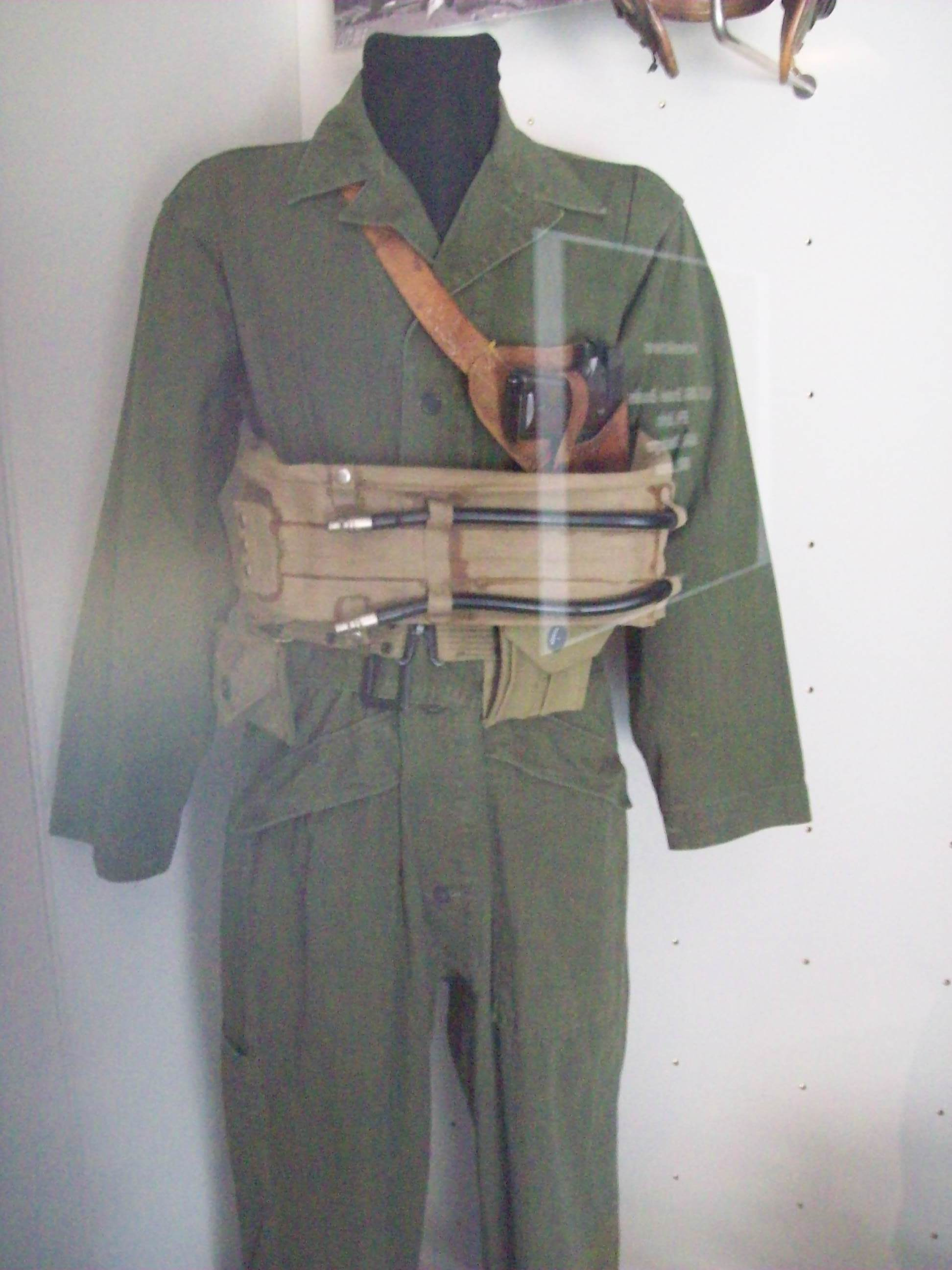
Bouée utilisée par les Américains en normandie. Ici par un tankiste. Photo prise au MRA Bruxelles